# Erythrus crinitoguttatus
Erythrus crinitoguttatus là một loài bọ cánh cứng trong họ Cerambycidae.